# Chatzí
Chatzí är ett berg i Grekland.   Det ligger i prefekturen Trikala och regionen Thessalien, i den centrala delen av landet, 260 km nordväst om huvudstaden Aten. Toppen på Chatzí är 1 611 meter över havet.
Terrängen runt Chatzí är kuperad åt sydost, men åt nordväst är den bergig. Runt Chatzí är det glesbefolkat, med 13 invånare per kvadratkilometer. Närmaste större samhälle är Theodóriana, 11,1 km väster om Chatzí. Trakten runt Chatzí består till största delen av jordbruksmark.